# Tập đoàn Adobe
Tập đoàn Adobe (tiếng Anh: Adobe Inc., tên gốc là Adobe Systems Incorporated; phát âm: a-DOE-bee, giống như A-đô-bi trong tiếng Việt; mã NASDAQ: ADBE) là một công ty phần mềm máy tính đa quốc gia của Hoa Kỳ có trụ sở chính đặt tại San Jose, California.
Adobe được thành lập vào tháng 12 năm 1982 bởi John Warnock và Charles Geschke. Họ đã thành lập công ty này sau khi dời Xerox PARC nhằm phát triển và bán PostScript, một ngôn ngữ giao diện giống như HTML phục vụ cho in ấn. Năm 1985, hãng máy tính Apple cấp phép sử dụng PostScript trong máy in LaserWriter của họ, làm lóe lên cuộc cách mạng xuất bản trên desktop. Tên Adobe của công ty xuất phát từ từ Adobe Creek, tên một con suối nhỏ chảy về phía Nam ở hạt Sonoma, bang California, vốn chảy phía sau ngôi nhà của một trong những sáng lập viên của công ty. Tháng 12 năm 2005, Adobe đã thâu tóm thành công đối thủ cạnh tranh của mình, Macromedia.
Tại thời điểm năm 2010, Adobe Systems có 9.117 nhân viên, với 40% trong số đó làm việc tại San Jose. Adobe cũng có những trụ sở phát triển chính tại Seattle, San Francisco, California, Minneapolis, Newton, Massachusetts, San Luis Obispo, California (Hoa Kỳ); Ottawa (Canada); Hamburg (Đức), Noida, Bangalore, (Ấn Độ), Bucharest (România).
Năm 1995, tạp chí Fortune đã xếp Adobe là một trong những nơi làm việc lý tưởng. Năm 2003, Adobe đã được xếp thứ 5 trong những công ty tốt để làm việc ở Mỹ, năm 2004 là thứ 6, thứ 31 năm 2007 và năm 2008 là thứ 40.
Năm 2007 Adobe cũng được xếp thứ 9 trong danh sách những công ty phần mềm lớn nhất thế giới.

## Lịch sử
Công ty đã được bắt đầu trong nhà để xe của John Warnock.  Tên của công ty, Adobe, xuất phát từ Adobe Creek ở Los Altos, California, chạy phía sau nhà của Warnock.  Logo công ty của Adobe có chữ "A" cách điệu và được thiết kế bởi Marva Warnock, một nhà thiết kế đồ họa cũng là vợ của John Warnock.
Steve Jobs đã cố gắng mua công ty với giá 5 triệu đô la  vào năm 1982, nhưng Warnock và Geschke đã từ chối. Các nhà đầu tư của họ kêu gọi họ làm việc gì đó với Jobs, vì vậy họ đã đồng ý bán cho ông cổ phần trị giá 19% của công ty. Jobs đã trả gấp năm lần định giá của công ty họ vào thời điểm đó, cộng với phí giấy phép 5 năm 
Warnock và Geschke đã xem xét các lựa chọn kinh doanh khác nhau bao gồm kinh doanh dịch vụ sao chép và hệ thống chìa khóa trao tay để in văn phòng. Sau đó, họ chọn tập trung vào phát triển phần mềm in chuyên dụng và tạo ngôn ngữ mô tả trang Adobe PostScript.
PostScript là tiêu chuẩn quốc tế thực sự đầu tiên cho in ấn máy tính vì nó bao gồm các thuật toán mô tả các dạng chữ cái của nhiều ngôn ngữ. Adobe đã thêm các sản phẩm máy in kanji vào năm 1988.  Warnock và Geschke cũng có thể tăng cường độ tin cậy của Postcript bằng cách kết nối với nhà sản xuất sắp chữ. Họ không thể làm việc với Compugpson, nhưng sau đó đã làm việc với Linotype để cấp phép cho phông chữ Helvetica và Times Roman (thông qua Linotron 100).  Đến năm 1987, PostScript đã trở thành ngôn ngữ máy in tiêu chuẩn công nghiệp với hơn 400 chương trình phần mềm và thỏa thuận cấp phép của bên thứ ba với 19 công ty máy in.
Warnock mô tả ngôn ngữ này là "có thể mở rộng", trong khả năng áp dụng các tiêu chuẩn nghệ thuật đồ họa vào in ấn văn phòng.
Các sản phẩm đầu tiên của Adobe sau PostScript là phông chữ kỹ thuật số, được phát hành ở định dạng độc quyền có tên Loại 1, được Bill Paxton làm việc sau khi ông rời Stanford. Apple sau đó đã phát triển một tiêu chuẩn cạnh tranh, TrueType, cung cấp khả năng mở rộng đầy đủ và kiểm soát chính xác mẫu pixel được tạo bởi các phác thảo của phông chữ và cấp phép cho Microsoft.
Vào giữa những năm 1980, Adobe tham gia vào thị trường phần mềm tiêu dùng với Illustrator, một chương trình vẽ dựa trên vector cho Apple Macintosh. Illustrator, phát triển từ phần mềm phát triển phông chữ trong nhà của công ty, đã giúp phổ biến các máy in laser hỗ trợ PostScript.
Adobe gia nhập NASDAQ vào tháng 8 năm 1986. Doanh thu của công ty đã tăng từ khoảng 1 tỷ đô la năm 1999 lên 4 tỷ đô la năm 2012.  tài chính của Adobe diễn ra từ tháng 12 đến tháng 11. Ví dụ: năm tài chính 2007 kết thúc vào ngày 30 tháng 11 năm 2007.
Năm 1989, Adobe đã giới thiệu những gì sẽ trở thành sản phẩm chủ lực của mình, một chương trình chỉnh sửa đồ họa cho Macintosh có tên là Photoshop. Ổn định và đầy đủ tính năng, Photoshop 1.0 đã được Adobe tiếp thị và nhanh chóng chiếm lĩnh thị trường.
Năm 1993, Adobe đã giới thiệu PDF, Định dạng Tài liệu Di động và phần mềm Adobe Acrobat và Reader. PDF hiện là Tiêu chuẩn quốc tế: ISO 32000-1: 2008.
Vào tháng 12 năm 1991, Adobe đã phát hành Adobe Premiere, được Adobe đổi tên thành Adobe Premiere Pro vào năm 2003. Năm 1992, Adobe mua lại OCR Systems, Inc. Năm 1994, Adobe mua lại Aldus và thêm PageMaker và After Effects vào dòng sản phẩm của mình vào cuối năm; nó cũng kiểm soát định dạng tệp TIFF. Cùng năm đó, Adobe đã mua lại LaserTools Corp và Computions Inc.  Năm 1995, Adobe đã thêm FrameMaker, ứng dụng DTP tài liệu dài, vào dòng sản phẩm của mình sau khi Adobe mua lại Frame Technology Corp vào năm 1996, Adobe Inc đã thêm Ares Software Corp  Năm 2002, Adobe mua lại công ty Accelio của Canada (còn được gọi là JetForm).
Vào tháng 5 năm 2003, Adobe đã mua phần mềm chỉnh sửa và ghi âm đa âm thanh Cool Edit Pro từ Syntrillium Software với giá 16,5 triệu đô la,  cũng như một thư viện vòng lặp lớn có tên là "Loopology". Adobe sau đó đổi tên Cool Edit Pro thành " Adobe Audition " và đưa nó vào Creative Suite.
Vào ngày 3 tháng 12 năm 2005, Adobe đã mua lại đối thủ chính của mình, Macromedia, trong một giao dịch chứng khoán trị giá khoảng 3,4 tỷ đô la, thêm ColdFusion, Đóng góp, Cap activate, Adobe Connect (trước đây là Macromedia Breeze), Giám đốc, Dreamweaver, Fireworks, Flash, FlashPaper, Flex, FreeHand, HomeSite, JRun, Presenter và Authorware cho dòng sản phẩm của Adobe.
Adobe đã phát hành Adobe Media Player vào tháng 4 năm 2008  Vào ngày 27 tháng 4, Adobe đã ngừng phát triển và bán phần mềm phát triển web / HTML cũ hơn, GoLive để ủng hộ Dreamweaver. Adobe đã giảm giá cho Dreamweaver cho người dùng GoLive và hỗ trợ những người vẫn sử dụng GoLive với các hướng dẫn trực tuyến và hỗ trợ di chuyển. Vào ngày 1 tháng 6, Adobe đã ra mắt Acrobat.com, một loạt các ứng dụng web hướng đến công việc hợp tác.  Creative Suite 4, bao gồm Design, Web, Production Premium và Master Collection ra mắt vào tháng 10 năm 2008 với sáu cấu hình với mức giá từ khoảng 1.700 đến 2.500 đô la Mỹ  hoặc theo từng ứng dụng.  Phiên bản Windows của Photoshop bao gồm xử lý 64 bit.  Vào ngày 3 tháng 12 năm 2008, Adobe đã sa thải 600 nhân viên của mình (8% nhân viên trên toàn thế giới) với lý do môi trường kinh tế yếu kém.
Adobe Systems Canada tại Ottawa, Ontario (không xa đối thủ Corel)
Vào ngày 10 tháng 11 năm 2009, công ty đã sa thải thêm 680 nhân viên.
Adobe 2010 đã được đánh dấu bằng cách tiếp tục tranh luận trước và sau với Apple về việc không hỗ trợ Adobe Flash trên iPhone, iPad và các sản phẩm khác.  Cựu CEO của Apple, Steve Jobs tuyên bố rằng Flash không đủ tin cậy hoặc không đủ an toàn, trong khi các giám đốc điều hành của Adobe đã lập luận rằng Apple muốn duy trì quyền kiểm soát đối với nền tảng iOS. Vào tháng 4 năm 2010, Steve Jobs đã xuất bản một bài đăng có tiêu đề "Suy nghĩ về Flash", nơi ông đã phác thảo những suy nghĩ của mình về Flash và sự nổi lên của HTML 5.  Vào tháng 7 năm 2010, Adobe đã mua Phần mềm ban ngày  tích hợp dòng Sản phẩm CQ của họ: WCM,  DAM,  SOCO,  và Mobile
Vào tháng 1 năm 2011, Adobe đã mua lại DemDex, Inc. với mục đích thêm phần mềm tối ưu hóa khán giả của DemDex vào bộ tiếp thị trực tuyến của mình.  Tại Photoshop World 2011, Adobe đã tiết lộ một dịch vụ ảnh di động mới.  Carousel là một ứng dụng mới cho iPhone, iPad và Mac sử dụng công nghệ Photoshop Lightroom để người dùng điều chỉnh và tinh chỉnh hình ảnh trên tất cả các nền tảng.  Carousel cũng sẽ cho phép người dùng tự động đồng bộ hóa, chia sẻ và duyệt ảnh.  Dịch vụ này sau đó được đổi tên thành "Adobe Revel".
Vào tháng 10 năm 2011, Adobe đã mua lại Nitobi Software, nhà sản xuất khung phát triển ứng dụng di động PhoneGap. Là một phần của việc mua lại, mã nguồn của PhoneGap đã được gửi tới Quỹ Apache, nơi nó trở thành Apache Cordova.
Vào tháng 11 năm 2011, Adobe tuyên bố rằng họ sẽ ngừng phát triển Flash cho thiết bị di động theo phiên bản 11.1. Thay vào đó, nó sẽ tập trung vào HTML 5 cho thiết bị di động.  Vào tháng 12 năm 2011, Adobe tuyên bố rằng họ đã ký một thỏa thuận dứt khoát để có được Frontier hiệu quả do tư nhân nắm giữ.
Vào tháng 12 năm 2012, Adobe đã mở một khuôn viên công ty mới rộng 280.000 feet vuông tại Lehi, Utah.
Năm 2013, Adobe đã chịu đựng một vi phạm bảo mật lớn. Các phần lớn của mã nguồn cho phần mềm của công ty đã bị đánh cắp và đăng trực tuyến  và hơn 150 triệu hồ sơ về khách hàng của Adobe đã có sẵn để tải xuống.  Năm 2012, khoảng 40 triệu bộ thông tin thẻ thanh toán đã bị xâm phạm bởi một vụ hack Adobe.
Một vụ kiện tập thể với cáo buộc rằng công ty đã đàn áp bồi thường cho nhân viên đã được đệ trình chống lại Adobe và ba công ty khác có trụ sở tại Thung lũng Silicon tại tòa án quận liên bang California vào năm 2013.  Vào tháng 5 năm 2014, nó đã tiết lộ bốn công ty, Adobe, Apple, Google và Intel đã đạt được thỏa thuận với các nguyên đơn, 64.000 nhân viên của bốn công ty, để trả một khoản tiền trị giá 324,5 triệu đô la để giải quyết vụ kiện.
Vào tháng 3 năm 2018, tại Adobe Summit, công ty và NVIDIA đã công khai một hiệp hội quan trọng để nhanh chóng nâng cấp AI thúc đẩy ngành công nghiệp của họ và đổi mới học tập sâu sắc. Mở rộng dựa trên nhiều năm nỗ lực phối hợp, các tổ chức sẽ làm việc để hợp lý hóa Adobe Sensei AI và cấu trúc học máy cho GPU NVIDIA. Nỗ lực chung sẽ tăng tốc thời gian để giới thiệu và tăng cường thực thi các dịch vụ mới do Sensei cung cấp cho các khách hàng và kỹ sư của Adobe Creative Cloud và Experience Cloud.
Adobe và NVIDIA đã hợp tác hơn 10 năm trong việc trao quyền cho việc tăng tốc GPU để sắp xếp rộng rãi các mục gặp gỡ sáng tạo và vi tính của Adobe. Điều này kết hợp các tính năng do Sensei cung cấp, ví dụ như tự động đồng bộ hóa môi trong Adobe Character Animator CC và chỉnh sửa nhận diện khuôn mặt trong Photoshop CC, cũng như các tính năng và vật phẩm AI / ML dựa trên đám mây, ví dụ như điều tra hình ảnh cho Adobe Stock và Lightroom CC và tự động gắn nhãn trong Trình giám sát trải nghiệm Adobe.
Vào tháng 5 năm 2018, Adobe tuyên bố họ sẽ mua nhà cung cấp dịch vụ thương mại điện tử Magento Commerce từ công ty cổ phần tư nhân Permira với giá 1,68 tỷ USD.  Thỏa thuận này sẽ giúp củng cố hoạt động kinh doanh Experience Cloud, cung cấp các dịch vụ bao gồm phân tích, quảng cáo và tiếp thị. Thỏa thuận này dự kiến sẽ kết thúc trong quý thứ ba tài chính của Adobe vào năm 2018.
Vào tháng 9 năm 2018, Adobe tuyên bố mua lại công ty phần mềm tự động hóa tiếp thị Marketo.
Vào tháng 10 năm 2018, Adobe chính thức đổi tên từ Adobe Systems Incorporated thành Adobe Inc.
Vào tháng 1 năm 2019, Adobe tuyên bố mua lại công ty kết cấu 3D Allegorithmic.

Năm 2020, hội nghị thượng đỉnh trực tiếp hàng năm của Adobe đã bị hủy do đại dịch COVID-19. Sự kiện này được cho là sẽ diễn ra trực tuyến trong năm nay.

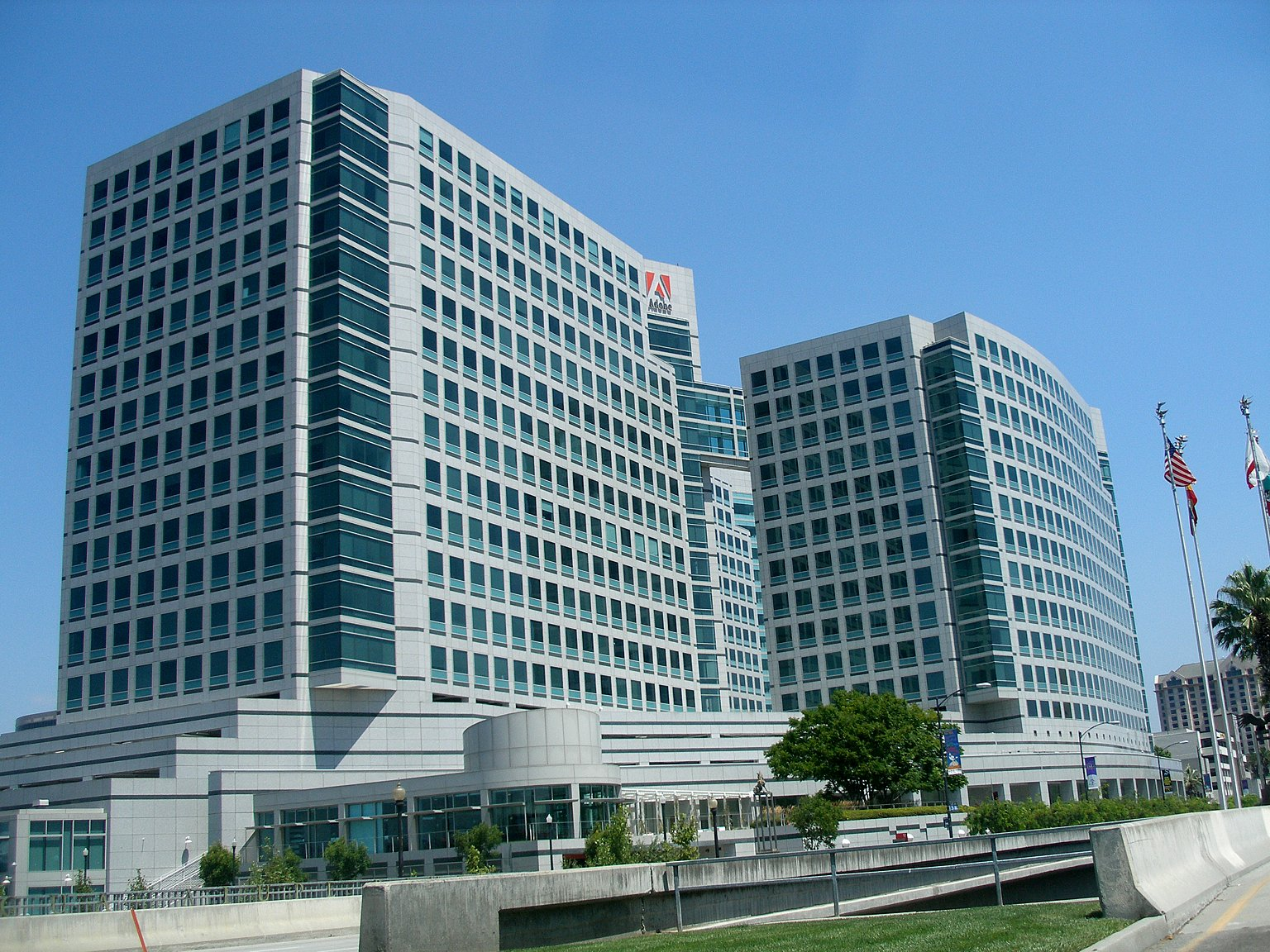
Trụ sở của Adobe Systems ở San Jose, California.

## Sản phẩm
Phần mềm thiết kế đồ họa
Adobe Photoshop, Adobe Lightroom, Adobe InDesign, Adobe Illustrator, Adobe Acrobat
Chương trình thiết kế web
Adobe Dreamweaver, Adobe Contribute, Adobe Muse, Adobe Flash Builder, Adobe Flash, và Adobe Edge
Chỉnh sửa video và các hiệu ứng trực quan
Adobe Premiere Pro, Adobe Premiere Elements, Adobe After Effects, Adobe Prelude, Adobe Spark Video
Phần mềm chỉnh sửa âm thanh
Adobe Audition
Phần mềm eLearning
Adobe Captivate, Adobe Presenter Video Express và Adobe Connect (cũng là nền tảng hội nghị web)
Phần mềm Quản lý Tiếp thị Số
Adobe Marketing Cloud, Adobe Experience Manager (AEM 6.2), Mixamo
Phần mềm máy chủ
Adobe ColdFusion, Adobe Content Server và Adobe LiveCycle Enterprise Suite, Adobe BlazeDS
Định dạng
PDF, tiền thân của PDF PostScript, ActionScript, Shockwave Flash (SWF), Flash Video (FLV), và Filmstrip (.flm)
Dịch vụ trên nền web
Adobe Color, Photoshop Express, Acrobat.com, và Adobe Spark

## Đánh giá
Từ năm 1995, Fortune đã xếp hạng Adobe là một nơi tuyệt vời để làm việc. Adobe được đánh giá là công ty tốt thứ 5 để làm việc ở Hoa Kỳ vào năm 2003, thứ 6 vào năm 2004, thứ 31 vào năm 2007, thứ 40 vào năm 2008, thứ 11 vào năm 2009, thứ 42 vào năm 2010, thứ 65 vào năm 2011, thứ 41 vào năm 2012, và thứ 83 vào năm 2013.
Vào năm 2015, Adobe Systems Ấn Độ được xếp hạng thứ 21 trong những nơi làm việc tuyệt vời nhất Ấn Độ.  Vào tháng 6 năm 2014, nó được xếp hạng thứ 6 trong những nơi làm việc tuyệt vời nhất Ấn Độ.,  Vào tháng 10 năm 2008, Adobe Systems Canada Inc. được khen là một trong "100 nhà tuyển dụng hàng đầu Canada" bởi Mediacorp Canada Inc., và được khen ngợi trên tạp chí Maclean's.

## Chỉ trích

### Giá cả
Giá của những gói Adobe có thể giao động vào khoảng 4,99 - 49,99 $ (Tương đương là khoảng 122,904 - 1 231,254 vnđ)